# Missiriac
Missiriac é uma comuna francesa na região administrativa da Bretanha, no departamento Morbihan. Estende-se por uma área de 13,53 km². Em 2010 a comuna tinha 1 179 habitantes (densidade: 87,1 hab./km²).